# Римская сатира
Римская сатира (от лат. satura — смесь, всякая всячина) — стихотворный лиро-эпический мелкий жанр, сформировавшийся как отдельное явление во II в. до. н. э. в Риме и имеющий обличительно-поучительный характер. В римской сатире обычно выделяют два направления. Первое — Энний, Луцилий, Гораций, Персий, Ювенал — рассматривается как чисто римское явление, где основной литературной формой выражения был гекзаметр. Второе направление — сатиры Варрона, «Апофеоз Божественного Клавдия», приписываемый Сенеке, «Сатирикон» Петрония — испытало на себе сильное греческое влияние. Здесь стихи в форме диалога сочетались с прозой, причем, чаще всего последняя преобладала. Это направление называют римской «менипповой сатирой».

## Римская гекзаметрическая сатира
Сатирические произведения, написанные гекзаметром, вопреки устоявшейся традиции заимствования жанров у древних греков, было исключительно римским изобретением. Римский писатель и ритор Квинтилиан (35-100 г. н. э.) писал: «Сатира — целиком наша». Возникновение сатиры как отдельного жанра связываются с социально-политическими изменениями, происходившими в Риме во II в. до н. э., которые послужили катализатором для формирования обличительного творчества в особый жанр. Уже в произведениях известного римского поэта Квинта Энния (239—169 г. до н. э.) можно наблюдать оформление основных мотивов римского сатирического жанра. Он использует аллегорические образы, басни, комические портреты и описание пиров, которое станет одним из излюбленных мотивов римских сатириков. Кроме того, в произведениях Энния вводится голос автора, не прикрытый условной маской.
Хотя Квинт Энний писал, смешивая различные стихотворные размеры, его считают одним из предтеч гекзаметрической сатиры, поскольку он первым из римских поэтов стал писать гекзаметрами и, таким образом, ввел в римскую литературу этот размер.
Основателем жанра считают Гая Луцилия (180 или 148 — 102—101 гг. до н. э.), автора 30 книг «Сатир». Он окончательно отказывается от смеси размеров, устанавливая в качестве основного стихотворного размера жанра — гекзаметр. Более того, Гай Луцилий не чурается персональных обвинений, обличая в своих произведениях знатных римлян.
Во времена правления императора Октавиана Августа жанр римской сатиры претерпевает значительные изменения, которые связаны с именем Квинта Горация Флакка (65 г. до н. э. — 8 г. до н. э.). До нас дошли две книги его сатир, под названием «Беседы». Гораций отказывается от обличения конкретных личностей современников и их пороков, заменяя его на поучения общего характера. Сатира перестает быть словесным оружием против отдельных личностей и становится инструментом выражения общечеловеческих слабостей, которые необходимо преодолевать.
Под влиянием сатир Квинта Горация Флакка и Гая Луцилия в I в н. э. писал известный римский поэт Авл Персий Флакк (34 — 62 гг.), автор дошедшего до нас сборника из шести сатир. Он сохраняет свойственный Горацию общий характер обличений (обличает не людей, а сами пороки), однако возвращает в сатиру резкий обличительный тон Гая Луцилия. Поскольку Персий сформировался под влиянием стоической философии, то в его работах находят свое воплощение рассуждения о ее ценности для нравственности. Поэт осуждает лицемерие, порицает безнравственность молодежи, а также критикует современные ему литературные направления, которые созданы в угоду вкусам римской публики.
Самым известным римским сатириком был Децим Юний Ювенал (ок. 60 — ок. 127). До нас дошло 16 сатир Ювенала, в которых автор рисует картину современного ему Рима, возмущаясь его продажностью и порочностью. О самом Ювенале известно немного, отчасти потому, что автор отказывается от автобиографичности сатиры (эта черта была присуща большинству произведений сатирического жанра). Он не обличает богатых современников, полностью исключает из своих работ философию, оставляя лишь негодование и обличение современных нравов римлян.

## Римская «мениппова сатира»
«Мениппова сатира» (греческая) окончательно оформляется в эллинистическую эпоху. Ее изначальная форма — это форма философской диатрибы, которая затем преобразовывается и оформляется киником Мениппом в III в. до н. э. Исследователи полагают, что в основании жанра диатрибы лежат формы народно-праздничного осмеяния, связанного со сменой времен года. В работе «О происхождении сценического искусства» Марк Теренций Варрон находит зачатки сатирического жанра в компиталиях, луперкалиях и др. Элементы сатиры есть, например, в известной пародии на героический эпос «Война мышей и лягушек», которая долгое время приписывался Гомеру (сейчас рассматривается как произведение эллинистической эпохи), а также в ямбической поэзии Архилоха и Гиппонакта.
На латинском языке до наших дней дошли фрагменты сатир Марка Теренция Варрона под названием «Менипповы сатиры». Киническая идея «жить согласно природе» видоизменяется автором, видящим идеал в простой и скромной жизни предков. Он высмеивает различные философские школы и порицает нравственные пороки, облекая серьезные темы в шутливую, насмешливую форму.
В «Апофеозе Божественного Клавдия», авторство которого приписывается Луцию Аннею Сенеке, пародируется обожествление римского императора Клавдия после его смерти. Император Клавдий, взойдя на Олимп, подвергается суду богов и, в конце концов, оказывается во власти вольноотпущенника Менандра. Здесь полностью раскрывается свойственная для «менипповой сатиры» тяга к пародийности и гротеску, а такие сюжеты как суд над умершими, пародийное изображение заседания римского сената в виде совета богов и др. являются характерным элементом данного жанра.
В русле «менипповой сатиры» лежит знаменитый «Сатирикон», автором которого называют Петрония Арбитра (ок. 14 — 66 гг. н. э.). До нас дошли только фрагменты двух книг этого романа. В нем повествуется о приключениях молодого бездельника Энколпия и очень женственного юноши Гитона (пародия на влюбленную пару, которая была обязательным элементом эллинистического романа). Энколпия преследует гнев Приапа, бога сладострастия (пародия на эпическую ситуацию). Витиеватость и парадоксальность сюжета, явный гротеск являются неотъемлемой частью римской «менипповой сатиры».

## Список литературы
1. Античная сатира как жанр. Сатиры и послания Горация: особенности стиля и композиции. // https://studopedia.ru/19_76365_katull--izobretatel-chuvstva-m-l-gasparov.html Дата обращения: 04. 04. 2019.
2. Дуров В. «Античная муза, идущая по земле»// Римская сатира / Сост. Гаспаров М. Л. — М., 1989. С.5-30.
3. Литературная энциклопедия терминов и понятий. — М., 2001.
4. Тронский И. М. История античной литературы. — М.,1983.